# Aerangis mooreana
Aerangis mooreana (Rolfe) P.J.Cribb & J.Stewart, 1983 è una pianta della famiglia delle Orchidacee, endemica del Madagascar e delle isole Comore.